# Gränsbevakarna Australien
Gränsbevakarna Australien (engelsk originaltitel: Border Security: Australia's Front Line) är en australiensisk dokumentär-tv-serie som sänds på Seven Network. Serien följer arbetare på det australienska tullverket, karantän och migrationsverket och deras arbete mot brottsligheten.
I Norden visas programmet på Kanal 9, JimTV och TV2.